# Circondario della Sambia
Il circondario della Sambia (in tedesco Landkreis Samland), era un circondario tedesco, nella regione della Prussia Orientale. Esistette dal 1939 al 1945.

## Storia
Il circondario fu creato dalla fusione dei circondari di Fischhausen e di Königsberg (Pr).
La sede amministrativa era posta nella città extracircondariale di Königsberg (Pr). Il circondario prese nome dalla penisola della Sambia.

## Suddivisione
Al 1º gennaio 1945 il circondario comprendeva le città di Fischhausen e Pillau, 191 comuni e 4 Gutsbezirk.